# Atbash
Atbash es un método muy común de cifrado (criptografía) del alfabeto hebreo. Pertenece a la llamada criptografía clásica y es un tipo de cifrado por sustitución. Se le denomina también método de espejo, pues consiste en sustituir la primera letra (álef) por la última (tav), la segunda (bet) por la penúltima (shin) y así sucesivamente. Uno de sus usos más célebres se da en el libro de Jeremías, donde a fin de no nombrar Babilonia (בבל, Babel) se utiliza el término, en atbashSesac (ששך, Sheshakh).
La tabla de sustitución de atbash para el alfabeto hebreo es la siguiente:
| Original | א | ב | ג | ד | ה | ו | ז | ח | ט | י | כ | ל | מ | נ | ס | ע | פ | צ | ק | ר | ש | ת |
| Clave    | ת | ש | ר | ק | צ | פ | ע | ס | נ | מ | ל | כ | י | ט | ח | ז | ו | ה | ד | ג | ב | א |

Una tabla de atbash para el alfabeto español sería así:
| Original | a | b | c | d | e | f | g | h | i | j | k | l | m | n | ñ | o | p | q | r | s | t | u | v | w | x | y | z |
| Clave    | Z | Y | X | W | V | U | T | S | R | Q | P | O | Ñ | N | M | L | K | J | I | H | G | F | E | D | C | B | A |

En todo caso, hay que tener presente que este método de cifrado se ideó para un abyad en el que solo se escriben las consonantes, que luego se vocalizan de manera más o menos arbitraria y, así, prácticamente cualquier palabra hebrea es pronunciable al cifrarse en atbash. En idiomas con escritura alfabética, como el español, es infrecuente que una palabra codificada en atbash sea pronunciable.